# Chantal Andere
Chantal Andere (született  Jacqueline Chantal Fernández Andere) (Mexikóváros, 1972. január 25. –) mexikói színésznő, énekesnő. 
A híres argentin író, José María Fernández, és a szintén elismert Jacqueline Andere színésznő lánya. Egy féltestvére van az apja oldaláról: José María Fernández.

## Pályafutása
Kiskorában balettezni és énekelni tanult, majd később fellépett az osztálya előtt is. 1983-ban már Polót játszotta a Pelota amarillában. Ezután sorra jöttek a színházi fellépések, majd a televízió. Bár nem túl nagy sikerrel, ezért Chantal a zenei karrierjét kezdte építgetni. Összesen 3 albumot készített: 1990-ben megjelent a debütáló album, a Melody, erről két maxi a "Regresa" és a "Virginia". 1992-ben a "Contigo el amor es mucho más", majd 1994-ben a "Sensaciónes" következett. Ekkor figyeltek fel rá igazán, és szerepet kapott a nálunk is sikerrel vetített Marimarban. Ettől kezeve olyan telenovellákban játszott, mint a Dulce desafío, Los parientes pobres, El noveno mandamiento, Paula és Paulina, Tiszta szívvel és Barrera de amor.

## Magánélete
2002-ben hozzáment Roberto Gómez Fernández-hez akitől 2006-ban elvált. 
2008-ban férjhez ment Enrique Rivero Lake-hez. Lányuk, Natalia 2009-ben született. 2013-ban bejelentette, hogy ismét gyermeket vár. 2014-ben megszületett kisfia, Sebastián.

## Filmográfia
| Év        | Magyar cím                        | Eredeti cím                   | Szerep                              | Magyar hang       |
| --------- | --------------------------------- | ----------------------------- | ----------------------------------- | ----------------- |
| 2025      |                                   | Velvet: El nuevo imperio      | Blanca Morales                      |                   |
| 2024      |                                   | El Conde: Amor y honor        | Josefina de Zambrano                |                   |
| 2023      |                                   | El maleficio                  | Dolores                             |                   |
| 2023      |                                   | ¿Quién es la máscara?         | Avispa                              |                   |
| 2021      |                                   | Mi fortuna es amarte          | Constanza Robles García             |                   |
| 2021      |                                   | Parientes a la fuerza         | Leticia "Lety" Sanz                 |                   |
| 2020      |                                   | Tu cara me suena              | Önmaga                              |                   |
| 2018      |                                   | Tenías que ser tú             | Lorenza Moscona Elorza de Fernández |                   |
| 2017      |                                   | El bienamado                  | Justina Samperio                    |                   |
| 2015      |                                   | Antes muerta que Lichita      | Sandra Madariaga                    |                   |
| 2012–2013 |                                   | La mujer del Vendaval         | Octavia Cotilla vda. de Hernández   |                   |
| 2011      | Rafaela doktornő                  | Rafaela                       | Mireya Vival                        | Sipos Eszter Anna |
| 2009      | Kettős játszma                    | Sortilegio                    | Raquel Albéniz-Lombardo Valverde    | Agócs Judit       |
| 2008      |                                   | S.O.S.: Sexo y otros Secretos | Natalia                             |                   |
| 2007      | Szerelempárlat                    | Destilando amor               | Minerva Olmos                       | Kiss Erika        |
| 2005–2006 |                                   | Barrera de amor               | Manola Linares                      |                   |
| 2003      | Tiszta szívvel                    | Amor real                     | Antonia Morales                     | Náray Erika       |
| 2002      |                                   | La otra                       | Fiatal Bernarda Sainz               |                   |
| 2001      |                                   | Diseñador ambos sexos         | Fabiola Montemayor de Shrinner      |                   |
| 2001      | A betolakodó                      | La intrusa                    | Raquel Junquera                     | Román Judit       |
| 2001      |                                   | El noveno mandamiento         | Fiatal Clara Durán                  |                   |
| 1999–2000 |                                   | Cuento de Navidad             | Beatriz 'Betty'                     |                   |
| 1999      | Paula és Paulina: A befejező film | Más allá de la usurpadora     | Estefanía Bracho                    | Náray Erika       |
| 1998      | Paula és Paulina                  | La usurpadora                 | Estefanía Bracho                    | Náray Erika       |
| 1996–1997 |                                   | Sentimientos ajenos           | Leonor                              |                   |
| 1995–1996 |                                   | Acapulco, cuerpo y alma       | Haydeé                              |                   |
| 1994      | Marimar                           | Marimar                       | Angélica Narváez de Santibáñez      | Földesi Judit     |
| 1993      |                                   | Los parientes pobres          | Alba Zavala                         |                   |
| 1991      |                                   | Madres egoístas               | Carmen                              |                   |
| 1989–1990 |                                   | Un rostro en mi pasado        | Mariela                             |                   |
| 1988–1989 |                                   | Dulce desafío                 | Rebeca                              |                   |